# قرار مجلس الأمن التابع للأمم المتحدة رقم 308
قرار مجلس الأمن التابع للأمم المتحدة رقم 308، الصادر في 19 يناير 1972، بعد طلب من منظمة الوحدة الأفريقية لعقد اجتماعات المجلس في عاصمة أفريقية. وقرر المجلس عقد اجتماعات في أديس أبابا من 28 يناير إلى موعد لا يتجاوز 4 فبراير. وأعرب المجلس عن امتنانه لإثيوبيا على وعودها باستضافة الاجتماعات وتوفير بعض التسهيلات بدون تكلفة.
وأعلن رئيس المجلس الموافقة على القرار بالإجماع في حالة عدم وجود اعتراض.
ووفقاً للقرار، عُقدت جلسات المجلس من 1627 إلى 1638 في العاصمة الإثيوبية، لمناقشة العديد من القضايا المتعلقة بالسلام والأمن في أفريقيا.

## روابط خارجية
- نص القرار في undocs.org